# Chaetomitrium werneri
Chaetomitrium werneri är en bladmossart som beskrevs av Theodor Carl Karl Julius Herzog 1916. Chaetomitrium werneri ingår i släktet Chaetomitrium och familjen Hookeriaceae. Inga underarter finns listade i Catalogue of Life.